# Hove (stacja kolejowa w Belgii)
Hove (ned: Station Hove) – stacja kolejowa w Hove, w prowincji Antwerpia, w Belgii. Znajduje się na linii Bruksela - Antwerpia. 
Od dnia 6 stycznia 2005 roku, kasy biletowe na stacji są zamknięte. Pasażerowie muszą zakupić bilet w pociągu. 

## Linie kolejowe
- 25 Bruksela - Antwerpia
- 27 Bruksela - Antwerpia

## Połączenia
| Typ pociągu | Trasa                                   | Takt             |
| ----------- | --------------------------------------- | ---------------- |
| L           | Antwerpia Centralna - Bruxelles-Midi    | codziennie: 1x/h |
| L           | Antwerpia Centralna - Bruksela - Nijvel | w tygodniu: 1x/h |